# Стройное
Стро́йное (укр. Стройне, венг. Malmos) — село в Свалявской городской общине Мукачевского района Закарпатской области Украины. Находится на расстоянии 4 км до Свалявы. Население — 2726 человек.

## История
Село основано в 1430 году поселенцем Строяном.
Во второй половине XIX века крестьяне Стройного выжигали уголь, известь, заготовляли лес для свалявских предприятий.
В 1910 году в селе проживало 1205 человек: 12 венгров, 95 немцев, 1098 русинов и 93 еврея. По вероисповеданию было 12 католиков и 1100 грекокатоликов.
В марте 1919 года в Стройном была установлена советская власть.
Во время антивоенной демонстрации в 1924 году от жандармской пули погиб глава села Д. Мешко.
24 октября 1944 в годы ВОВ село было занято силами Красной Армии. Во время войны 37 сельчан пошли добровольцами в Красную Армию, 15 человек воевало в рядах Чехословацкого корпуса генерала Людвика Свободы.
В Стройном была размещена бригада колхоза им. Шевченко, по которой было закреплено 20 га земли. В хозяйстве выращивали картофель, овёс, кукурузу, разводили крупный рогатый скот.
В селе есть школа, библиотека, клуб.